# 波蘭體育
波蘭體育幾乎囊括了所有體育項目。波蘭較受歡迎的體育項目包括足球、排球（該國最流行的運動）、沙地摩托車、田徑、籃球、拳擊、擊劍、橄欖球、曲棍球、手球、冰球、游泳、舉重。羅伯特·庫畢薩將F1帶入波蘭。排球是波蘭最受歡迎的體育項目，並且也是世界排球強國。波蘭的山地非常適合開展是登山、滑雪和山地自行車運動，每年從世界各地吸引了數百萬的遊客。越野滑雪和跳台滑雪則經常在電視上轉播並有很高收視率。波羅的海海灘是度假勝地和釣魚、划艇等水上運動的勝地。